# Разрушитель (фильм)
«Разрушитель» (англ. Demolition Man) — фантастический боевик с элементами комедии 1993 года режиссёра Марко Брамбиллы с Сильвестром Сталлоне, Уэсли Снайпсом и Сандрой Буллок в главных ролях.
В центре сюжета — борьба криминального авторитета Саймона Феникса и полицейского Джона Спартана, начавшаяся в 1996 году и закончившаяся в 2032 году, после их разморозки.
Сценарий картины несколько раз переписывался, поэтому среди сценаристов — четыре человека: Даниэл Вотерс, Роберт Рено, Питер Ленков и Джонатан Лемкин.
Съёмки картины проводились в Калифорнии весной 1993 года и в августе того же года картина вышла в прокат.
Разработкой и созданием машин для съёмок занималась компания General Motors.
Бюджет картины составил 57 миллионов долларов и, по мнению компании Warner Brothers, не окупился.
Картина собрала в домашнем прокате 58 миллионов долл. и 159 млн в мировом.

## Сюжет
События фильма начинаются на улицах Лос-Анджелеса 1996 года, где бесчинствует банда головореза Саймона Феникса, который объявил часть города своей собственностью, из-за чего город похож на зону боевых действий между бандитами и милитаризированными частями полицейского спецназа. Тем не менее, водители общественного транспорта не приняли это к сведению, в результате чего был захвачен автобус с заложниками. Сержант Джон Спа́ртан по прозвищу «Разрушитель», лучший из лучших, уже имевший дело с Фениксом, сумел его арестовать, но при этом погибли заложники в количестве 30 человек. Спартан был приговорён к замораживанию на 70-летний срок, в недавно созданной крио-тюрьме магната Рэймонда Кокто, и 20 ноября 1996 года приговор был приведён в исполнение. В той же тюрьме отбывает срок Феникс.
Проходит 36 лет (2032 год). Действие переносится в утопический Лос-Анджелес будущего — Сан-Анджелес. Приходит время слушаний по досрочному освобождению для Феникса, для чего его выводят из криосна. Во время допроса размороженный Феникс неожиданно произносит пароль от своих электронных наручников. Преступник легко расправляется с охраной и сбегает из тюрьмы. Полиция не готова ему противостоять, так как в мире будущего долгое время не было убийств и грабежей. Ветеран полиции, бывший пилот вертолёта Захарий Лэм, рассказывает молодому офицеру Ленине Хаксли (Сандра Буллок) историю Феникса и то, что только Джон Спартан смог с ним справиться. Джона размораживают и возвращают в ряды полиции, Хаксли рассказывает ему о событиях, произошедших в мире во время его заморозки. В мире будущего нет не только преступлений — под запретом находятся употребление мяса, соли, кофеина и тому подобного, а также секс и поцелуи («обмен жидкостями», как это здесь называют). Обитатели этого мира по меркам Спартана выглядят очень инфантильными.
Феникс забирается в оружейный раздел местного музея, чтобы пополнить арсенал. Спартан, Ленина Хаксли и её напарник Альфредо Гарсия (Бенджамин Брэтт) отправляются туда. В музее между Спартаном и Фениксом завязывается драка, а затем начинается и стрельба. Феникс бежит в канализацию, но по пути встречает Рэймонда Кокто, руководителя Сан-Анджелеса. К своему удивлению, Феникс не может его убить. Кокто напоминает Фениксу, зачем его разморозили, произнося имя Эдгар Френдли (Денис Лири). Спартан, просматривая видеозапись, обнаруживает беседу Кокто и Феникса. Ему представляется подозрительным, что Феникс безжалостно убивавший всех, кто вставал у него на пути, оставил в живых руководителя города. Кокто приглашает Спартана в ресторан «Taco Bell», единственный уцелевший в войне ресторанов. Во время ужина Спартан пресекает попытку захвата продуктов питания, организованную Френдли, главой повстанцев. Под землей обитает большая группа ренегатов, которые не хотят жить по законам навязываемым утопическому обществу.
Феникс встречается с Кокто, от которого узнаёт, что во время пребывания в заморозке, он, как и другие заключённые, был подвергнут ментальному программированию. Феникс просит у Кокто разморозить ему в помощь других преступников, содержащихся в крио-тюрьме. После работы Ленина приглашает Спартана в её дом. Девушка предлагает Спартану «заняться сексом», но, к его разочарованию, оказывается, что она имела ввиду лишь виртуальный секс, а реальным в будущем не занимаются, — потому что «после СПИДа был ИВЕТС!..» а потом другие болезни… Близости не случилось. Спартан с удивлением обнаруживает, что ему привили навыки вязания, и к утру успевает связать для Хаксли свитер, в знак примирения за своё поведение оскорбившее девушку.
Хаксли разъясняет Спартану, что в программу его ментального программирования было включено рукоделие. После, Хаксли узнаёт, что в программу перевоспитания Феникса входило обучение пыткам, владению современным оружием, рукопашному бою и тому подобному, Спартан врывается к Кокто и требует объяснений. Из их разговора становится понятно, что Кокто запланировал сделать из Феникса убийцу Френдли и тем самым остановить подземных повстанцев. Как он говорит позже, он также рассчитывает использовать устроенный Фениксом хаос как предлог для дополнительных реформ. Затем он вместе с Лениной и Гарсия отправляются в канализацию, где встречаются с Френдли и чудом спасают его от смерти. Спартан отправляется в погоню за Фениксом, но упускает его. Френдли и его люди поднимаются на поверхность земли, а Феникс убивает Кокто чужими руками через своего помощника. Спартан отправляется в криотюрьму, где Феникс размораживает других заключённых, Фениксу удаётся поймать Спартана механической рукой-манипулятором и изрядно повеселиться, прежде чем Спартан освобождается и убивает его. В финале Спартан обучает Ленину Хаксли «обмену жидкостями», что приходится ей по вкусу.

## В ролях
- Сильвестр Сталлоне — детектив-сержант Джон Спартан — «Разрушитель»
- Уэсли Снайпс — Саймон Феникс
- Сандра Буллок — лейтенант Ленина Хаксли, молодой сотрудник полиции. Персонаж получил свое имя в честь героя романа «О дивный новый мир», а фамилию от его автора Олдоса Хаксли[13].
- Найджел Хоторн — доктор Рэймонд Кокто, магнат-утопист
- Бенджамин Брэтт — офицер Альфредо Гарсия, молодой полицейский, напарник Ленины
- Боб Гантон — Джордж Эрл, начальник полиции, ставленник Кокто
- Гленн Шэдикс[англ.] — Боб
- Денис Лири — «лидер» повстанцев Эдгар Френдли
- Гранд Л. Буш[англ.] — молодой Захари Лэмб, пилот полицейского вертолёта
- Пэт Скиппер — пилот вертолёта
- Стив Кэхэн[англ.] — капитан Хили
- Пол Боллен — офицер
- Марк Колсон[англ.] — молодой Уорден Уильям Смитерс
- Андре Грегори[англ.] — пожилой Уорден Уильям Смитерс
- Роб Шнайдер — Эрвин, полицейский оператор
- Билл Коббс — пожилой Захари Лэмб
- Джесси Вентура — КриоКон
- Александр Кузнецов — эпизод

## Производство

### Сценарий

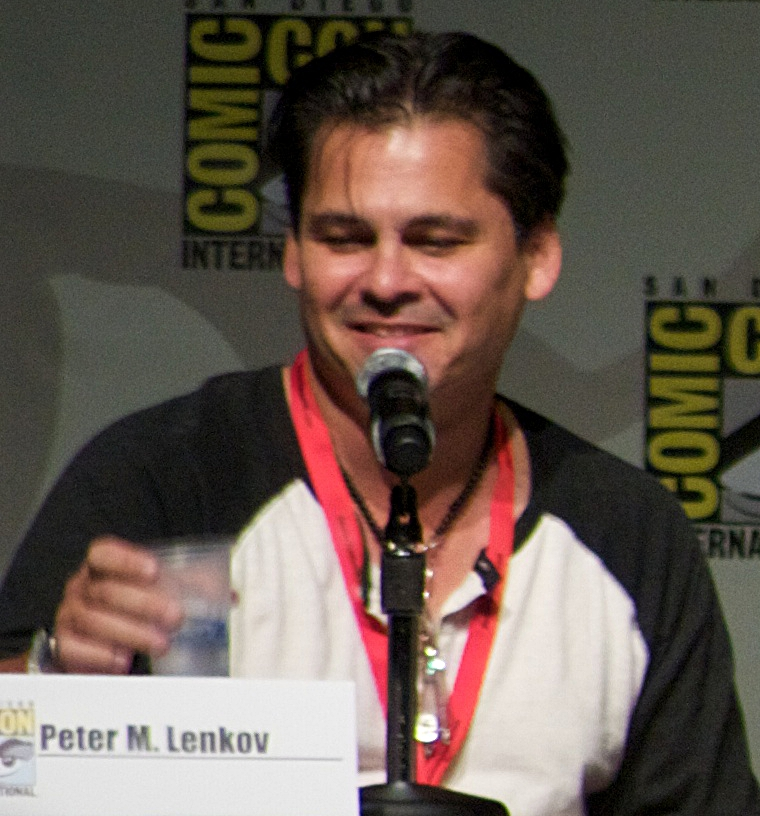
Питер Ленков

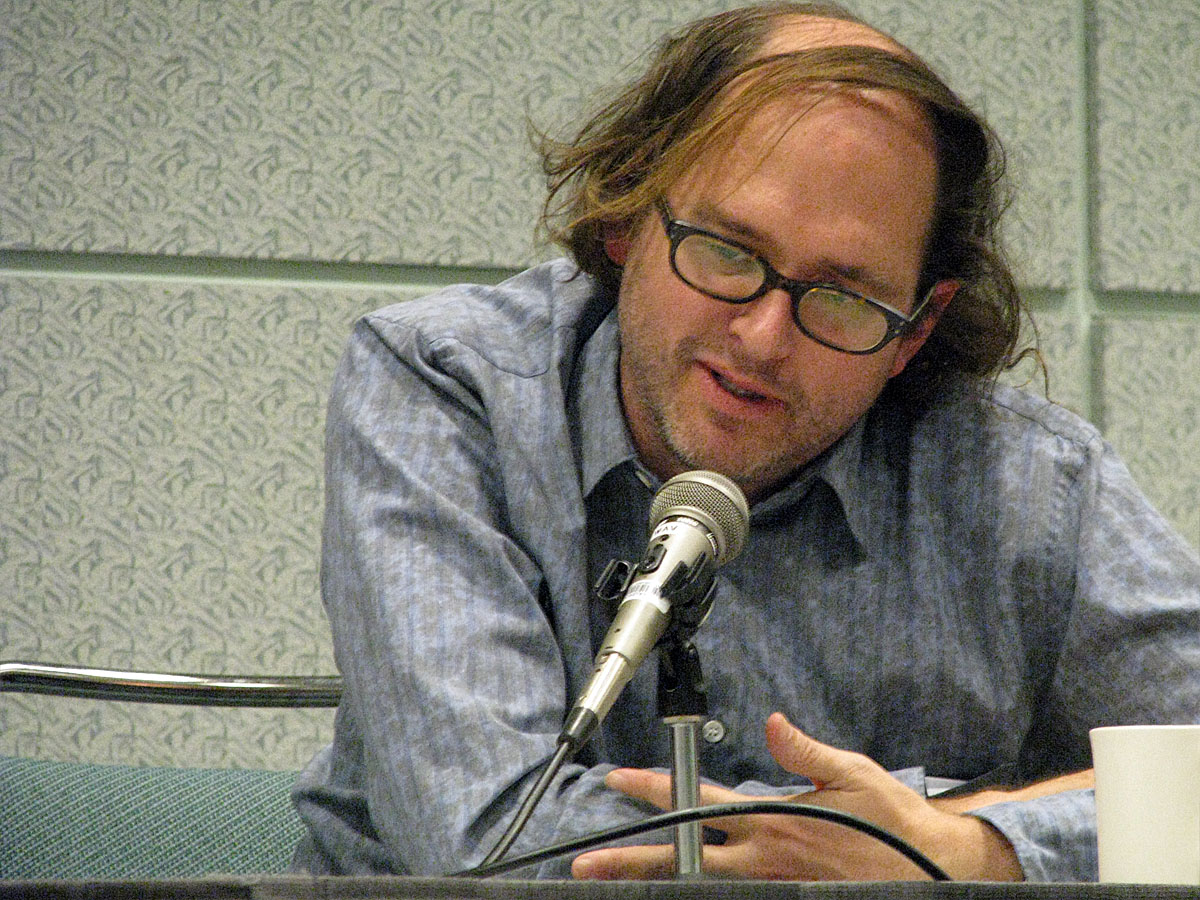
Ден Вотерс

Сценарий картины неоднократно переписывался, он состоит из работ Даниэля Вотерса, Роберта Рено и Питера М. Ленкова. Однако снимали картину по работе Джонатана Лемкина, чьё имя в титрах картины не указано. Позднее писатель-фантаст Истван Немьер обвинил авторов в плагиате, поскольку по его мнению, сюжет картины был скопирован с его рассказа «Бой мёртвых», опубликованного в 1986 году, в котором террорист и боец отряда специального назначения были заморожены и попали в будущее, в котором вновь сражались; по мнению автора, сюжеты одинаковы на 75 %. Автор также отметил, что это не первое заимствование со стороны голливудских студий у европейских писателей.
Сценарист Ден Вотерс по прошествии почти 30 лет рассказал о том, что годами озадачивало зрителей, а именно о трёх ракушках, которые герой Сталлоне обнаруживает в туалете. Вотерс не раскрыл того, как применяются эти ракушки, но рассказал о том, что много лет назад ему нужны были идеи для вещей из будущего, а он не смог ничего придумать. Для разрешения проблемы Вотерс позвонил приятелю-сценаристу, который в тот момент был в ванной и, среди прочего, рассказал о декоративных ракушках на умывальнике, после чего сценарист и решил использовать их.

### Подбор актёров

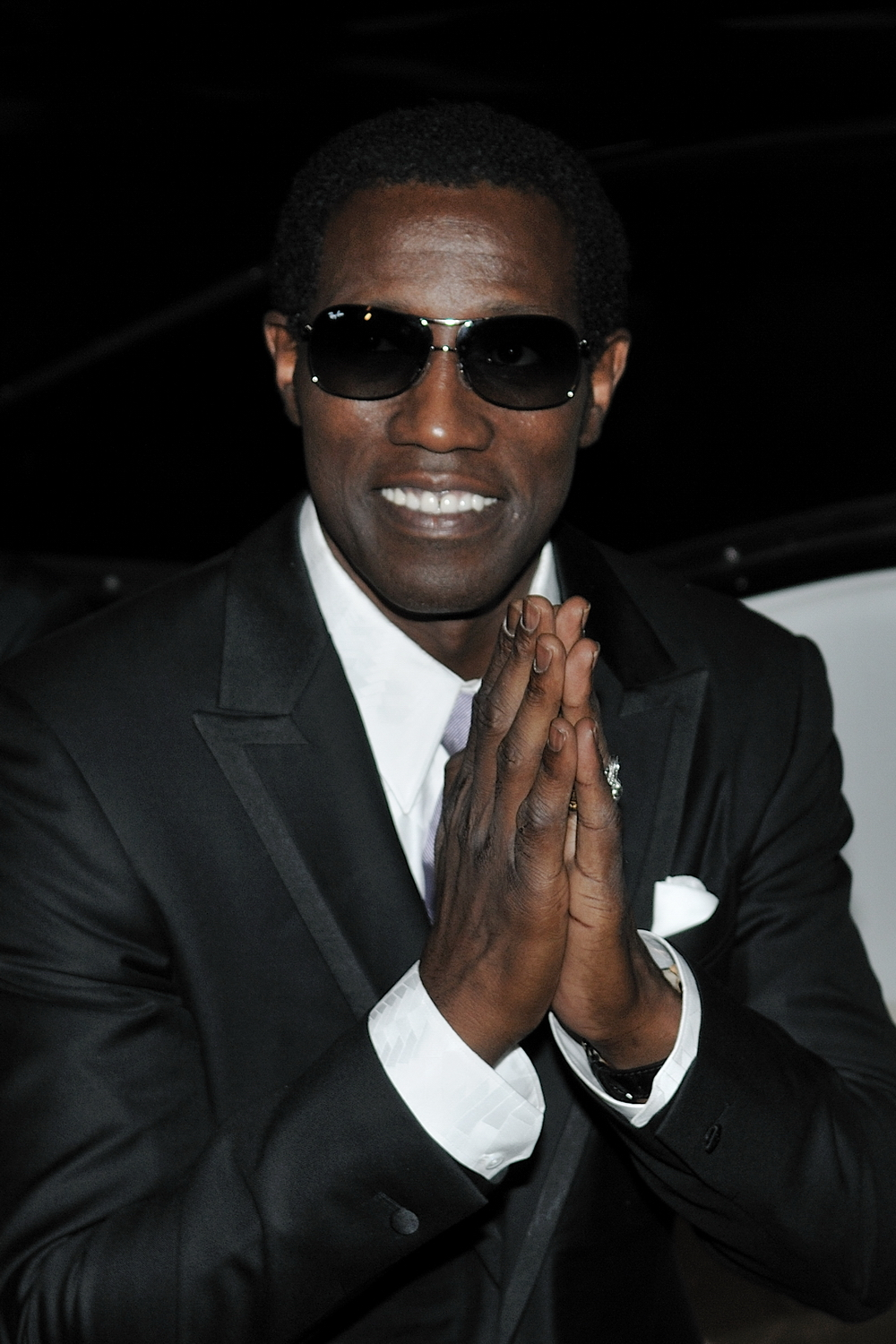
Уэсли Снайпс

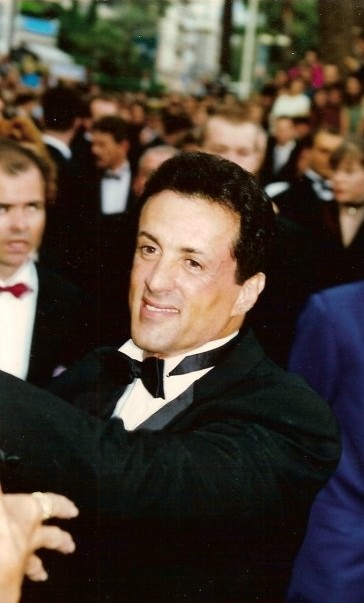
Сильвестр Сталлоне

Первоначально роли в картине предлагали Жан-Клоду Ван Дамму и Стивену Сигалу, но они отказались сыграть отрицательного героя. Затем, когда роль получил Сильвестр Сталлоне, он просил, чтобы Феникса сыграл Джеки Чан, однако последний отказался, побоявшись того, как воспримет эту роль азиатская аудитория. Снайпсу очень понравился персонаж, и, несмотря на его нелепый внешний вид, цветные волосы и психопатическое поведение, он согласился. Во время съёмок картины Сталлоне было 47 лет.
В 2017 году Сталлоне подал в суд на компанию Warner Brothers за то, что она не выплатила ему долю с дохода от кассовых сборов. По контракту актёр должен был получить 15 процентов от сборов, если они превысят 125 миллионов. Компания заявила, что при бюджете в 57 миллионов картина не окупилась, однако вскоре отправила чек актёру на 2,8 миллиона без объяснений.
Неизвестно влияние картины на политическую карьеру актёра Арнольда Шварценеггера, но голливудская звезда, по сюжету являющаяся президентом, впоследствии стала губернатором штата Калифорния.

### Съёмки

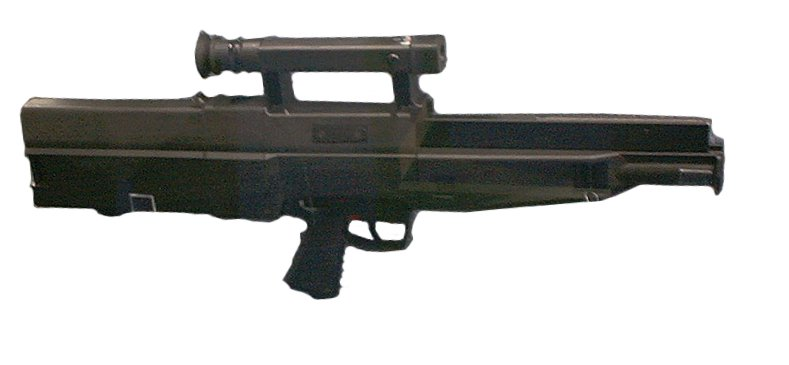
HK G11

В апреле 1993 года съёмки картины проходили в городе Ирвайн неподалёку от офисного парка. Вся съёмочная команда составляла 200 человек. Уэсли Снайпс отрабатывал боевые приёмы на съёмках, прерываясь, чтобы дать автографы. Съёмки завершились 12 апреля 1993 года в Ориндже. Часть материала для фильма снималась в Сан-Диего и Бербанке. Работа на площадке могла начинаться с 6 утра. Картина вышла в прокат в августе того же года.

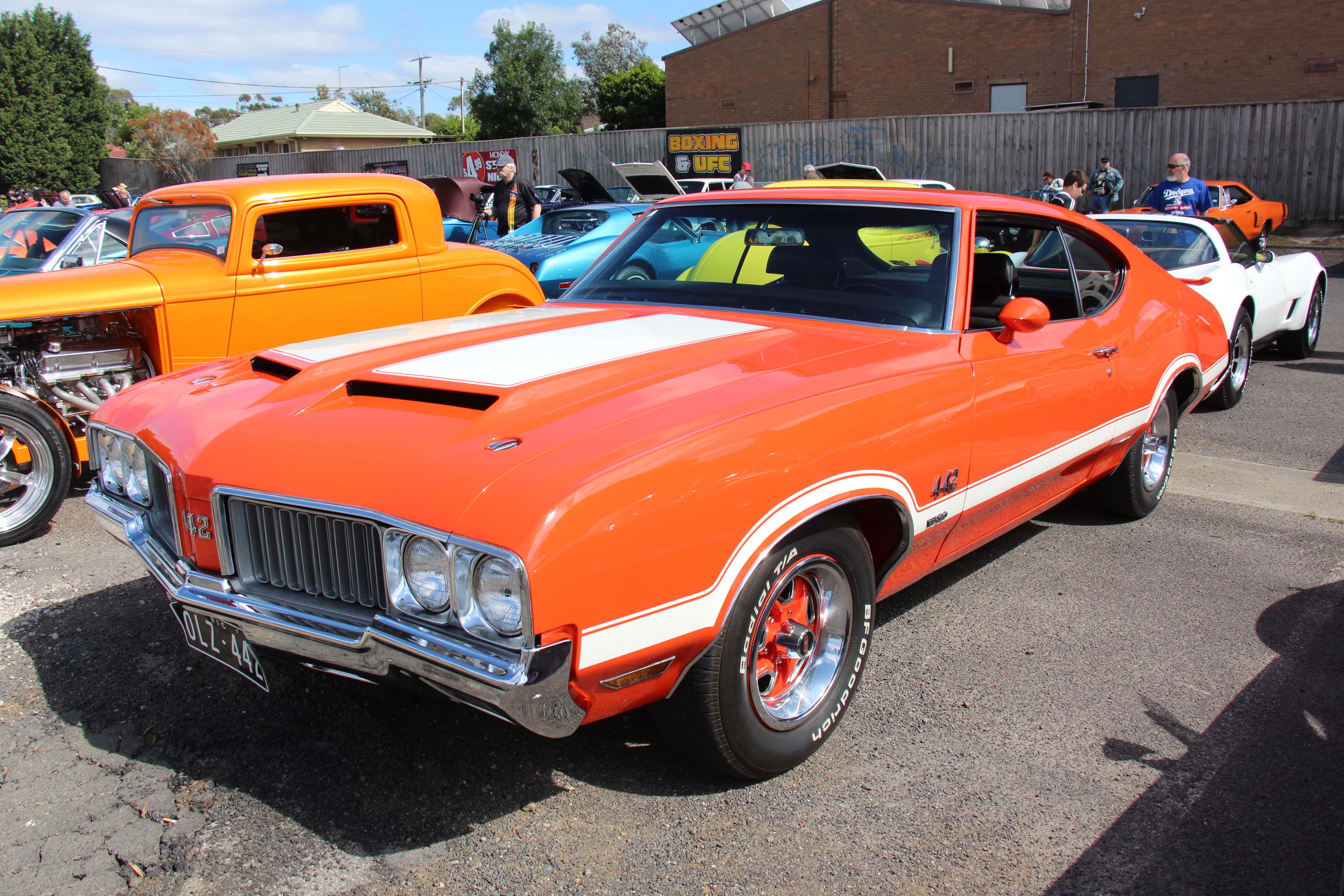
1970 Oldsmobile 442 W30

Дизайнер Дэвид Л. Снайдер создал своего рода анти-Лос-Анджелес, с приземистыми зданиями, чистыми улицами и большим количеством зелени. Выбор одежды для населения города будущего был обусловлен сюжетными поворотами, такими, как катаклизмы, приведшие к ухудшению экологической обстановки. Для фильма были созданы машины с уникальным дизайном, а также дорожные знаки и ряд автоматов. Компания General Motors предоставила съёмочной группе 18 оригинальных автомобилей. Было выпущено более 20 копий из стекловолокна, чтобы изобразить гражданские и патрульные машины полиции в фильме. После окончания съёмок оставшиеся машины были возвращены в Мичиган в состав концептуальных транспортных средств компании. В качестве электромагнитного оружия будущего, которое использовал персонаж Снайпса, выступила штурмовая винтовка HK G11, в своё время чуть не заменившая М16 для НАТО.

### Музыка
Музыкальная тема картины — обработанная версия песни Грейс Джонс, написанной Стингом в то время, когда он был членом группы The Police.

## Прокат и издания
После проката картины, в 1994 году её выпустили на VHS,
затем в 2011 — на DVD и
в 2014 — на Blu-Ray.

## Перезапуск
В июле 2017 года продюсер Питер Ленков, получивший известность благодаря сериалам «24 часа» и «Новый агент Макгайвер», рассказал, что планирует перезапуск картины — либо как новый фильм, либо как телевизионный сериал.
Однако Ленков отметил, что у него есть контракт с CBS, а Warner Brothers владеет правами на картину, поэтому пока работы откладываются, хотя он и обдумывает возможности, которые появятся после истечения контракта.

### Продолжение
В 1993 году «US Magazine» сообщил, что продолжение было запланировано ещё на 1995 год, однако разработка сиквела к тому моменту ещё не начиналась. В 2006 году Сталлоне спросили о продолжении, он сказал: «Я хотел бы сделать продолжение „Разрушителя“, но я считаю, что этот корабль отплыл, и, возможно, на горизонте ждут новые испытания». 4 мая 2020 года Сталлоне во время своей трансляции в Instagram подтвердил, что планирует начать разработку сиквела «Разрушителя».

## Культурный вклад
В 2018 году, к 25-летнему юбилею картины, сеть ресторанов Taco Bell (единственная оставшаяся к 2032 году согласно сюжету картины) решила воссоздать ресторан, показанный в картине, и «вернуть» на короткий срок блюдо под названием «Nacho Fries». Все желающие имели возможность попробовать его с 19 по 22 июля на фестивале Комик-Кон в Сан-Диего, где также была показана и сама картина.
В международной версии картины Taco Bell заменили на Pizza Hut.
В ноябре 1993 года компанией DC Comics были выпущены комиксы по мотивам фильма.

## Компьютерная игра
По мотивам фильма существует одноимённая игра для 3DO, Mega Drive/Genesis, Mega-CD и SNES.